# مصطفی زغبه
مصطفی زغبه (انگلیسی: Moustapha Zeghba؛ زادهٔ ۲۱ نوامبر ۱۹۹۰) بازیکن فوتبال اهل الجزایر است.
از باشگاه‌هایی که در آن بازی کرده‌است می‌توان به باشگاه فوتبال اتحاد الحراش، باشگاه فوتبال الوحده عربستان سعودی، و باشگاه فوتبال وفاق سطیف اشاره کرد.
وی همچنین در تیم ملی فوتبال الجزایر بازی کرده‌است.